# Stylocellidae
Stylocellidae - rodzina pajęczaków z rzędu kosarzy i podrzędu Cyphophthalmi grupująca około 30 gatunków. Jedyna rodzina nadrodziny Stylocelloidea. 

## Opis
Przedstawiciele tej rodziny mają od 1 do 7 mm długości ciała. Oczy występują u rodzaju Stylocellus, pozostałe rodzaje są ślepe.

## Występowanie
Kosarze te występują w od Indii po Nową Gwineę.

## Nazwa
Nazwa rodzaju Stylocellus to kombinacja starogreckiego styllos oznaczającego filar i łacińskiego ocellus oznaczającego oko. Nawiązuje do wydłużonego w stosunku do Sironidae kształtu ciała i obecności oczu.

## Systematyka[3]
- Rodzaj: Fangensis Rambla, 1994
  - Fangensis cavernarus Schwendinger & Giribet, 2005
  - Fangensis insulanus Schwendinger & Giribet, 2005
  - Fangensis leclerci Rambla, 1994
  - Fangensis spelaeus Schwendinger & Giribet, 2005

- Rodzaj: Leptopsalis Thorell, 1882
  - Leptopsalis beccarii Thorell, 1882

- Rodzaj: Meghalaya Giribet, Sharma & Bastawade, 2007
  - Meghalaya annandalei Giribet, Sharma & Bastawade, 2007

- Rodzaj: Miopsalis Thorell, 1890
  - Miopsalis pulicaria Thorell, 1890

- Rodzaj: Palaeosiro Poinar, 2008
  - Palaeosiro birmanicum Poinar, 2008

- Rodzaj: Stylocellus Westwood, 1874
  - Stylocellus collinsi Shear, 1993
  - Stylocellus dumoga Shear, 1993
  - Stylocellus globosus Schwendinger & Giribet, 2004
  - Stylocellus gryllospecus Shear, 1993
  - Stylocellus hillyardi Shear, 1993
  - Stylocellus javanus (Thorell, 1882)
  - Stylocellus kinabalu Shear, 1993
  - Stylocellus laevichelis Roewer, 1946
  - Stylocellus leakeyi Shear, 1993
  - Stylocellus lionotus Pocock, 1897
  - Stylocellus lydekkeri Clouse & Giribet, 2007
  - Stylocellus modestus Hansen & Sørensen, 1904
  - Stylocellus mulu Shear, 1993
  - Stylocellus novaguineae Clouse & Giribet, 2007
  - Stylocellus pangrango Shear, 1993
  - Stylocellus pocockii Hansen & Sørensen, 1904
  - Stylocellus ramblae Giribet, 2002
  - Stylocellus sabah Shear, 1993
  - Stylocellus sedgwicki Shear, 1979
  - Stylocellus silhavyi Rambla, 1991
  - Stylocellus spinifrons Roewer, 1946
  - Stylocellus sulcatus Hansen & Sørensen, 1904
  - Stylocellus sumatranus Westwood, 1874
  - Stylocellus tambusisi Shear, 1993
  - Stylocellus tarumpitao Shear, 1993
  - Stylocellus thorellii Hansen & Sørensen, 1904
  - Stylocellus weberii Hansen & Sørensen, 1904